# NGC 123
NGC 123, comme NGC 122 est un objet non existant ou disparu observé par Wilhelm Tempel le 27 septembre 1880 dans la constellation de la Baleine.
Il est aussi possible que ce soit une étoile de magnitude 16,7 observée par Guillaume Bigourdan le 16 novembre 1890 aux coordonnées 0h 27m 42,9s et -1° 38′ 09″. Finalement, il est aussi possible que ce soit une étoile de magnitude 15,4 aux coordonnées 0h 27m 40,0s et -1° 37′ 40″. C'est cette dernière hypothèse qui semble être retenue par la base de données NED. 

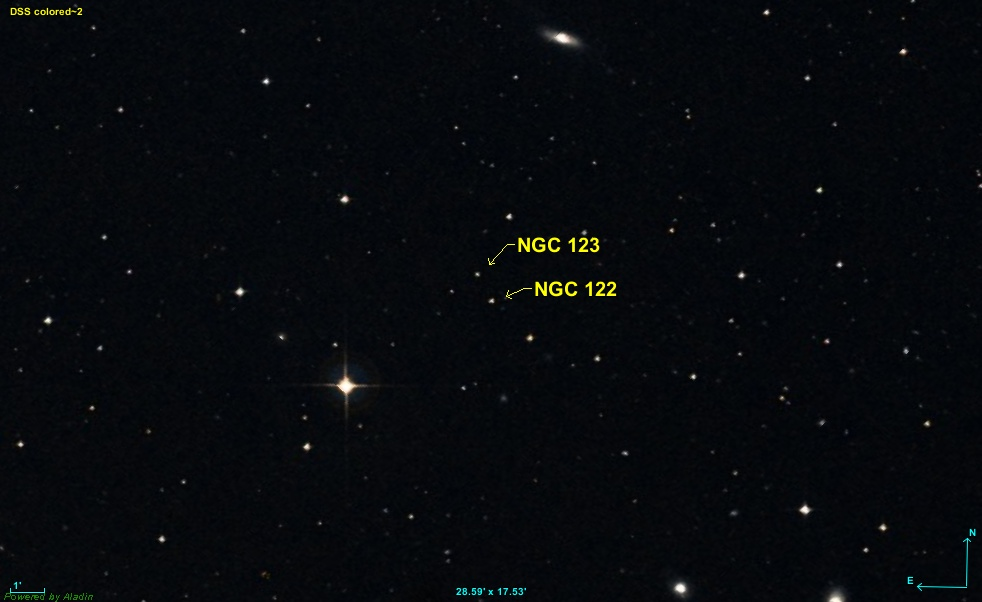
Les positions de NGC 122 et de NGC 123.